# Kraljevski astronom Irske
Kraljevski astronom Irske (prijevod na hrvatski jezik s engleskog The Royal Astronomer of Ireland) je bio naslov koji je bio u svezi s profesurom astronomije Andrews na koledžu Trinity u Dublinu i ravnatelju dunskinške promatračnice u Dunsinku kod Dublina. Među osam osoba koje su nosile taj naslov su bili Charles Jasper Joly, profesor sir Robert Stawell Ball, profesor sir William Rowan Hamilton te profesor John Brinkley. Naslov kraljevskog astronoma Irske je utemeljio kraljevskim patentom Juraj III. 1792. godine te je time John Brinkley postao prvim kraljevskim astronomom.
- 1783.–1792. Henry Ussher
- 1792.–1827. John Brinkley
- 1827.–1865. sir William Rowan Hamilton
- 1865.–1874. Franz Friedrich Ernst Brünnow
- 1874.–1892. sir Robert Stawell Ball
- 1892.–1897. Arthur Alcock Rambaut
- 1897.–1906. Charles Jasper Joly
- 1906.–1912. sir Edmund Taylor Whittaker
- 1912.–1921. Henry Crozier Keating Plummer

## Vanjske poveznice
- Astrofizička istraživačka skupina koledža Trinity